# 赤川霊巌
赤川 霊巌（あかがわ れいがん、1853年（嘉永6年1月）- 1925年（大正14年）5月18日）は、明治時代の政治家。浄土真宗本願寺派の僧侶。衆議院議員（1期）。

## 経歴
安芸広島藩領高田郡、のちの可愛村（広島県高田郡吉田村、吉田町を経て現安芸高田市）出身。慶應義塾に学ぶ。私財を投じて私立学校洗心館を設立し、館長兼講師となった。のち還俗し、1890年（明治23年）7月の第1回衆議院議員総選挙では広島県第4区から出馬し当選。大成会に所属し衆議院議員を1期務めた。